# Isopterygium flaccidum
Isopterygium flaccidum là một loài Rêu trong họ Hypnaceae. Loài này được (Sull. & Lesq.) Mitt. mô tả khoa học đầu tiên năm 1891.